# Várpalota
Várpalota est un village et une commune du comitat de Veszprém en Hongrie.

## Jumelages
| Ville | Ville          | Pays | Pays      |
| ----- | -------------- | ---- | --------- |
|       | Czeladź        |      | Pologne   |
|       | Fermo          |      | Italie    |
|       | Gradec         |      | Croatie   |
|       | Kremnica       |      | Slovaquie |
|       | Pașcani        |      | Roumanie  |
|       | Petroșani      |      | Roumanie  |
|       | Slovenj Gradec |      | Slovénie  |
|       | Wolfsberg      |      | Autriche  |